# Bureau béninois du droit d’auteur
Le Bureau béninois du droit d’auteur et des droits voisins (Bubedra) est l'instance qui gère les droits d’auteurs au Bénin. Créé le 1er janvier 1984, sous la tutelle du Ministère chargé de la Culture, il est doté une autonomie financière et d’un Conseil d’administration.

## Historique
Les activités de perception de droits d’auteur a commencé depuis la période coloniale jusqu’en 1976 où la Société des Auteurs Compositeurs et éditeurs de musique (SACEM) perçoit des redevances pour le compte du Bénin.
La cessation des activités de SACEM a conduit à la naissance du BUBEDRA en 1984 enrichi de huit ans d’expérience du service de la protection intellectuelle de la direction de la culture populaire et service du droit d’auteur

## Mission
Les missions principales du Bubedra sont :
- collection des droits d’auteur et les droits voisins des artistes béninois qui y souscrivent ;
- reversement aux auteurs, compositeurs et éditeurs conformément aux  principes qui les lient;
- la protection et la défense sur le territoire national et à l’étranger des intérêts des auteurs d’œuvres littéraires et artistiques ressortissant du Benin ou de leur ayant droit
- la contribution à la promotion de la créativité nationale par tous les moyens appropriés relevant de sa compétence ;
- la protection et la défense sur le territoire national des intérêts des auteurs d’œuvres littéraires et artistiques d’autres pays ou d’autres organismes similaires avec lesquels le BUBEDRA entretien des accords de représentions réciproque.

## Fonctionnement

### Direction générale
Constitué de 35 employés et de 15 membres du conseil d’administration, le Bubedra est dirigé par un Président et un Directeur exécutif.

### Domaine d'intervention
La zone d’intervention de cette structure  est le territoire national béninois dans des secteurs précis notamment :
Les lieux publics ou privés qui utilisent les œuvres de l’esprit à des fins lucratives ou non. Il s’agit entre autres des buvettes, des bars, des maquis, des restaurants, des auberges, des motels, des  hôtels, des grands magasins, des supermarchés, des boîtes de nuit, des salons de coiffure et autres lieux publics ou privés qui diffusent de la musique béninoise.
Les organes de presse audiovisuelle, les organisateurs de spectacles et autres manifestations à caractère festif.
À l’ère de l’évolution des nouvelles technologies de l’information et de la communication, les plateformes qui mettent à disposition de la musique béninoise à travers l’internet et d’autres plateformes  numérique constituent aussi ses zones d’intervention.

### Procédure d’adhésion au BUBEDRA
Eligibilité des membres
Est éligible au membre du bureau toute personne physique ou morale de nationale béninoise créatrice  d’œuvres de l'esprit. Il s’agit notamment :
- des Auteurs, des arrangeurs et traducteurs ;
- des compositeurs, des producteurs d’œuvres phonographiques ;
- des auteurs d’œuvre d’arts plastiques ;
- des auteurs, éditeurs, traducteurs d’œuvres littéraires ou dramatiques ;
- des réalisateurs d’œuvres audiovisuelles ou cinématographiques ;
- sur autorisation de l’organisme de droit d’auteur de son pays d’origine, un auteur étranger peut aussi devenir membre Bubedra
- quatre photos d’identité
- trois supports  (Cassette audio timbrée, CD timbré, vidéogramme timbré, DVD timbré, logiciel) contenant l’œuvre ou les œuvres à déclarer ; une description de chaque œuvre ;
- une pie légalisée du Procès-verbal par lequel le groupe désigne un de ses membres pour le représenter auprès du BUBEDRA (Pour adhésion du groupe seulement)
- des imprimés à retirer au service de la documentation et de la répartition du BUBEDRA, ou dans les agences ;
- une somme de cinquante mille Francs CFA

## État des lieux
Un ensemble de difficultés a entrainé une certaine crise de confiance entre le Bubedra et ses partenaires, notamment les sociétaires qui se retrouvaient avec des montants dérisoires. Il s'agit entre autres de :
- La caducité des textes administratifs et législatifs, des arrêtés de tarification datant de 1993 qui ne répondent plus aux normes lorsqu’il faut procéder à des recouvrements,
- L’inexistence d’un manuel de procédures,
- L’inefficacité du système de perception,
- Un faible taux de recouvrement des créances du fait de la faible couverture du territoire par les agents percepteurs moins qualifiés et qui font à peine la dizaine,
- L’absence d’un corps de contrôle,
- La présence de doublons dans la base de données des sociétaires,
- La présence  des artistes fictifs la base de données,
- L’absence de relevés de programmes d’œuvres exécutées qui ne permet pas toujours  une répartition équitable des redevances,